# Jerago con Orago
Jerago con Orago (rispettivamente Ieragh e Oragh in dialetto varesotto) è un comune italiano di 5 177 abitanti della provincia di Varese in Lombardia.
Si divide nelle due frazioni di Jerago, più popolosa e sede del Comune, e Orago.

## Geografia fisica

### Territorio
Il comune di Jerago con Orago appartiene alla regione agraria n.5 - Colline dello Strona.

### Clima
Jerago gode di un clima abbastanza stabile che richiama quello montuoso, trovandosi a un'altezza di circa 324 m s.l.m.

## Storia
Le prime notizie storiche relative all'area di Jerago con Orago risalgono all'epoca romana quando diversi ritrovamenti hanno fatto supporre che essa fosse abitata da piccole comunità di pastori. In epoca romana da Jerago passava la via Novaria-Comum, strada romana che metteva in comunicazione i municipia di Novaria (Novara) e Comum (Como) passando per Sibrium (Castel Seprio).
Il territorio, nel corso del medioevo, venne interessato dalle lotte tra i Torriani ed i Visconti per il dominio sul Contado del Seprio: la posizione strategica del borgo, infatti, gli permise la costruzione di piccole strutture difensive che vennero in seguito trasformate in veri e propri castelli.

### Simboli
Lo stemma comunale e il gonfalone sono stati concessi con decreto del presidente della Repubblica del 20 agosto 1959.
Il gonfalone è un drappo di bianco fiancheggiato di rosso.

## Monumenti e luoghi d'interesse

### Architetture religiose

#### Chiesa parrocchiale di San Giorgio (Jerago)
Nella parrocchia jeraghese troviamo l'oratorio di Jerago rinnovato e migliorato strutturalmente e che durante l'estate riesce a raccogliere circa 300 ragazzi e 50 adulti che collaborano tra animatori, educatori e volontari.

### Architetture militari

#### Castello di Jerago e castello di Orago
In ciascun paese sorge un castello del XIII secolo. In entrambi i casi si tratta di proprietà private, saltuariamente impiegate per matrimoni, eventi, concerti e conferenze.
Il castello di Jerago è il risultato di una serie di trasformazioni occorse a un edificio del XII secolo, costruito a partire da una precedente struttura che sembra risalire al VI secolo. Impostato su un impianto a "U", il castello appartenne a Ottone Visconti e ai suoi familiari.

## Società

### Evoluzione demografica
Abitanti censiti

### Religione
La maggioranza della popolazione è di religione cristiana appartenente principalmente alla Chiesa cattolica di rito ambrosiano, quindi all'arcidiocesi di Milano.

### Tradizioni
A partire dal 1986 e fino all'inizio di questo millennio nel capoluogo comunale Jerago si svolgeva una rappresentazione drammatica degli ultimi giorni di vita di Gesù Cristo. Tale rappresentazione, chiamata in dialetto jeraghese "Pasiun dul Signur", andava in scena di norma la sera del venerdì santo ed era caratterizzata dalla partecipazione di centinaia di attori e comparse. Per riprodurre fedelmente la tradizione biblica, tutte le scene venivano rappresentate in ambientazioni simili a quelle riportate nei Vangeli all'aperto. Gli abiti stessi indossati dalle comparse e dagli attori principali erano molto fedeli a quelli che la tradizione fa risalire al primo secolo d.C.

### Istituzioni, enti e associazioni
- Corpo musicale Santa Cecilia, corpo musicale fondato da Giovanni Bardellini nel 1863, che partecipa attivamente alle attività ed iniziative del paese, sia liturgiche sia profane. Ogni anno si rinnova l'appuntamento con il concerto d'estate ed il concerto di Natale.

## Amministrazione
L'autorità comunale subì continui stravolgimenti negli ultimi due secoli. Nel 1809 Jerago e i suoi 368 abitanti furono annessi a Oggiona da Napoleone, che tuttavia due anni dopo cambiò idea decretando l'unione a Besnate. Gli austriaci annullarono tutto nel 1816, ma l'idea fu riproposta nel 1872, invertendo i ruoli fra i due centri. Nel 1892 fu aggiunta anche Orago, mentre nel 1907 si arrivò alla configurazione definitiva mettendo termine all'unità con Besnate.

### Gemellaggi
- Chazelles-sur-Lyon[senza fonte]
- Untergruppenbach[senza fonte]

## Sport
Casa dell’Amatori Atletica Orago, società pallavolistica giovanile, più vincente d'Italia. Vanta ben 15 scudetti e un vasto numero di atlete debuttate in serie A e in nazionale. Gestita per anni da Giuseppe Bosetti e Franca Bardelli al momento la prima squadra gioca il campionato di serie B1, con atlete anche di classe 2006.